# Friedrich von Brandenburg (General)
Viktor Gustav Karl Friedrich Graf von Brandenburg (* 30. März 1819 in Potsdam; † 3. August 1892 in Domanze) war ein preußischer General der Kavallerie.

## Leben

### Herkunft

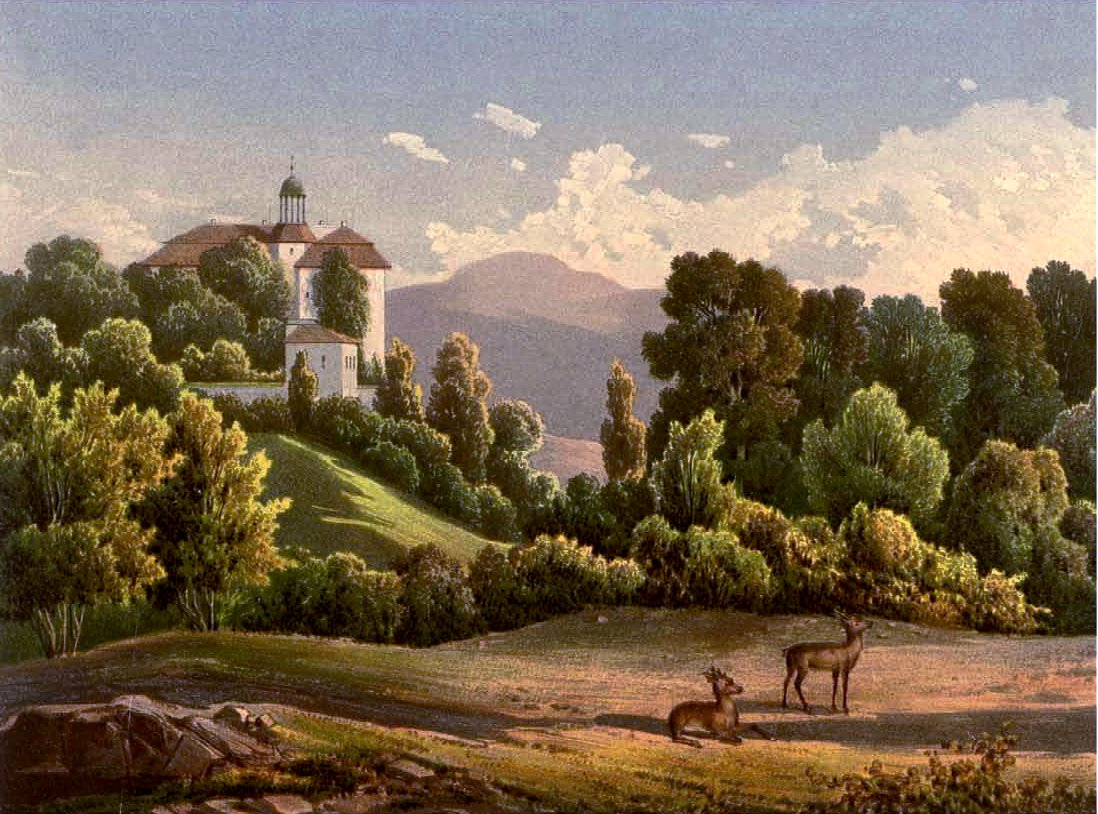
Schloss Domanze um 1857/58, Sammlung Alexander Duncker

Friedrich war der Sohn des preußischen Ministerpräsidenten Friedrich Wilhelm von Brandenburg und dessen Ehefrau Mathilda, geborene von Massenbach (1795–1855). Der spätere preußische General der Kavallerie Wilhelm von Brandenburg war sein Zwillingsbruder.

### Militärkarriere
Er besuchte zunächst ab 1831 die Ritterakademie Brandenburg und trat am 1. Juli 1836 in das Regiment der Gardes du Corps der Preußischen Armee ein. Diesem Regiment gehörte Brandenburg für 30 Jahre an. Mit seiner Beförderung zum Rittmeister wurde Brandenburg am 13. Februar 1851 Chef der 6. Kompanie und avancierte im Folgejahr zum Kommandeur der Leibkompanie. Anlässlich der Mobilmachung übernahm Brandenburg am 14. Juni 1859 das Regiment, wurde nach der Demobilisierung mit der weiteren Führung beauftragt und am 12. Mai 1860 schließlich zum Regimentskommandeur ernannt. Unter Belassung in dieser Stellung wurde er am 18. Oktober 1861 zum Oberstleutnant befördert und zum Flügeladjutanten des Königs ernannt.
Während des Krieges gegen Österreich führte Brandenburg sein Regiment 1866 in den Kämpfen bei Skalitz, Schweinschädel sowie bei Königgrätz. Nach dem Prager Frieden erhielt er den Rang und die Gebührnisse als Brigadekommandeur sowie für seine Leistungen während des Krieges die Schwerter zum Kronenorden II. Klasse. Unter Stellung à la suite seines Regiments und unter Belassung in seiner Stellung als Flügeladjutant folgte am 30. Oktober 1866 seine Ernennung zum Kommandeur der 1. Garde-Kavallerie-Brigade ernannt. Als solcher wurde Brandenburg am 22. März 1868 zum Generalmajor befördert unter gleichzeitiger Ernennung zum General à la suite des Königs. Ende November 1869 nahm er im Auftrag Wilhelms I. an der Beisetzung des Fürsten Albert von Schwarzburg-Rudolstadt teil. 
Brandenburg führte seine Brigade 1870/71 im Krieg gegen Frankreich in den Kämpfen bei Gravelotte, Beaumont, Le Bourget sowie der Belagerung von Paris. Für sein Wirken in der Schlacht von Sedan wurde Brandenburg mit dem Eisernen Kreuz II. Klasse ausgezeichnet. Nach dem Friedensschluss wurde er zum Kommandeur der 11. Division in Breslau ernannt und im März des Folgejahres zum Generalleutnant befördert. Unter Belassung in seiner Stellung als Divisionskommandeur ernannte ihn der Kaiser am 10. September 1873 zu seinem Generaladjutanten. Am 13. Januar 1880 wurde er mit Pension zur Disposition gestellt, verblieb aber in seiner Stellung als Generaladjutant und sollte auch in den Ranglisten der Armee weitergeführt werden.
Brandenburg wurde am 18. September 1880 General der Kavallerie, beging am 1. Juli 1886 sein 50-jähriges Dienstjubiläum und Wilhelm I. schlug ihn am 22. März 1887 zum Ritter des Schwarzen Adlerordens. Nach dem Tod des ersten Kaisers trat er zu dessen Nachfolger Friedrich III. als Generaladjutant über.
1888 war er preußischer Gesandter in Brüssel und Lissabon in der Stellung als Wirklicher Geheimer Rat. Er starb knapp vier Monate unverheiratet nach seinem Zwillingsbruder.